# Saint-Pierre-Canivet
Saint-Pierre-Canivet település Franciaországban, Calvados megyében. Lakosainak száma 461 fő (2022. január 1.). Saint-Pierre-Canivet Aubigny, Épaney, Noron-l’Abbaye, Soulangy, Versainville és Villers-Canivet községekkel határos.

## Népesség
A település népessége az elmúlt években az alábbi módon változott:
| Lakosok száma | 334  | 338  | 381  | 361  | 401  | 406  | 400  | 439  | 459  | 461  |
|               | 1968 | 1982 | 1990 | 2006 | 2013 | 2015 | 2017 | 2019 | 2020 | 2022 |